# Lope de Vega
Félix Lope de Vega y Carpio (n. 25 noiembrie 1562, Madrid, Madrid⁠(d), Spania – d. 27 august 1635, Madrid, Madrid⁠(d), Spania) a fost un scriitor spaniol, considerat unul din cei mai importanți poeți și dramaturgi ai „Secolului de aur” al literaturii spaniole. Volumul mare al operelor sale îl încadrează între cei mai prolifici autori ai literaturii universale. Numit „Phoenixul ingeniului” de către unii și „Monstrul Naturii” de către Miguel de Cervantes, Lope de Vega a fost creatorul „formulei” teatrului clasic spaniol, operele sale reprezentându-se și în actualitate în cadrul festivalelor de teatru clasic. Este de asemenea unul dintre marii poeți de expresie spaniolă și continuă să influențeze tineri scriitori.
Este autorul a 3000 de sonete, 3 romane, 4 nuvele, 9 epopei, 3 poeme didactice și a sute de comedii (1800, conform lui Juan Pérez de Montalbán); a cultivat toate speciile literare, cu excepția nuvelei picarești. Atât viața, cât și opera lui Lope de Vega au fost caracterizate de o exuberanță extremă. A fost prieten cu Quevedo și Alarcón.

## Biografie

### Tinerețe
Lope de Vega provenea dintr-o familie modestă, originară din Valle del Carriedo, din munții cantabrici. Nu există informații sigure privind-o pe mama sa, Francisca Fernández Flórez. În schimb, se cunoaște că tatăl său, Félix de Vega, era croitor de profesie și că, după ce a trecut scurt timp prin Valladolid, s-a stabilit la Madrid în 1561, atras de posibilitățile de câștig în recent stabilita capitală a Spaniei. Cu toate acestea, Lope de Vega avea să afirme mai târziu că tatăl său a ajuns la Madrid în căutarea unei femei de care era îndrăgostit, întâlnind-o însă pe cea care avea să fie mama scriitorului, nou-născutul fiind rodul reconcilierii între cei doi și datorându-și existența sentimentului de gelozie.
Lope de Vega a fost un copil foarte precoce; citea în latină și castiliană pe când avea doar cinci ani, iar la doisprezece începuse să compună deja comedii; se consideră că prima sa comedie se numea „El verdadero amante” („Amantul adevărat”).
Grație talentului său, a fost dus la școala din Madrid condusă de poetul și muzicianul Vicente Espinel, pe care poetul îl va cita cu venerație în scrierile sale. Și-a continuat educația în cadrul Companiei lui Iisus, care va deveni „Colegiu Imperial” în 1574. 
După aceea a urmat timp de patru ani (1577-1581) cursurile universității Alcalá de Henares, fără să obțină însă vreo diplomă. Se consideră că viața sa dezordonată și pasiunea pentru femei îl făceau inapt pentru cariera de preot și protectorii săi au renunțat la a-i mai finanța studiile. Lope nu a reușit să obțină titlul de bacalaureat și, pentru a-și câștiga existența, s-a angajat ca secretar a unor personalități, scriind și comedii și alte piese de teatru la comandă. În 1583 s-a înrolat în marină și a luptat în bătălia de la Isla Terceira, sub comanda viitorului său prieten don Álvaro de Bazán, marchiz al Sfintei Cruci de Mudela. Va dedica una dintre comediile sale fiului marchizului.

### Exil
Lope de Vega a ajuns să studieze gramatică într-o organizație clericală și apoi matematică în cadrul Academiei Regale, muncind ca secretar al marchizului de las Navas. Cu toate acestea, însă, continua să fie atras de deja numeroasele sale aventuri amoroase. Elena Osorio a fost prima sa mare dragoste, „Filis”, din poeziile sale, despărțită pe atunci de soțul ei, actorul Cristóbal Calderón. Lope îi plătea favorurile prin comediile pe care le trimitea companiei de teatru a tatălui iubitei sale. În 1587 Elena a acceptat să se căsătorească din conveniență cu nobilul Francisco Perrenot Granvela, nepotul unui cardinal important, spre dezamăgirea scriitorului.
Denunțarea acestei situații într-una dintre comediile sale, și într-o serie de sonete, l-a adus pe Lope de Vega în fața tribunalului, care l-a condamnat la închisoare. A făcut apel și a doua sentință a fost ceva mai ușoară : a primit interdicție la Curte timp de opt ani și a fost exilat din Castilia timp de doi, cu amenințarea de a fi condamnat la moarte dacă nu respectă sentința. Lope de Vega își va aminti de relația cu Elena Osorio în nuvela sa dialogată („acțiune în proză”, cum a numit-o el) „La Dorotea”. Pe atunci, va fi deja îndrăgostit de Isabel de Alderete y Urbina, cu care se va căsători pe 10 mai 1588, asta după ce a răpit-o, cu consimțământul ei. În versurile sale ea apare cu numele anagramat „Belisa”.
Pe 29 mai al aceluiași an a încercat să-și reia cariera militară, înrolându-se în „Armata Mare”, pe galionul San Juan. Acolo a scris un poem epic în octave, după modelul lui Ludovico Ariosto, „Frumusețea Angélicăi”, care nu a fost însă remarcat.
În decembrie 1588, după înfrângerea Armatei Mari, s-a îndreptat către Valencia, trecând „ilegal” prin Toledo. A trăit cu Isabel de Urbina în Valencia, perfecționându-și acolo formula dramatică și asistând la reprezentațiile unor opere ale „Academia de los nocturnos”, din care făceau parte licențiatul în teologie Francisco Agustín Tárrega, Guillén de Castro sau Ricardo de Turia. Lope a învățat că e de preferat să nu respecți unitatea acțiunii, narând două întâmplări în loc de una în aceeași operă, procedeu denumit „imbroglio”.
După ce și-a ispășit pedeapsa, Lope de Vega s-a mutat în Toledo în 1590 și acolo i-a servit lui don Francisco de Ribera Barroso, mai târziu marchiz de Malpica, și după aceea ducelui de Alba. A devenit „gentilom de cameră” la curtea ducală din Tormes, unde a trăit între 1592 și 1595. Aici a intrat în contact cu opera dramatică a lui Juan del Encina, perfecționându-și propriul stil. Tot în acest an a scris și novela pastorală „La Arcadia”, care cuprinde numeroase poeme de-ale sale. În toamna lui 1594, Isabel de Urbina a murit în urma unor complicații la naștere.

### Întoarcerea în Castilia
În decembrie 1595 au expirat cei opt ani de expulzare de la Curte și Lope de Vega s-a întors la Madrid, în anul următor fiind acuzat de trai în concubinaj cu actrița văduvă Antonia Trillo. În 1598 s-a căsătorit cu Juana de Guardo, fiica unui bărbat înstărit, furnizor de carne la Curte. Această căsătorie i-a atras batjocura unora dintre intelectuali (a lui Luis de Góngora, de exemplu), deoarece se pare că soția lui era o femeie vulgară, cu care Lope de Vega s-a căsătorit numai pentru bani. Cu toate acestea, cei doi au avut împreună un fiu, Carlos Félix, și trei fiice, la care scriitorul a ținut cu adevărat.
Lope de Vega a început munca de secretar al marchizului de Sarria, viitor Conte de Lemos, rămânând în serviciul său până în 1603, când Lope pleacă la Sevilla. Lope se îndrăgostește de Micaela de Luján, „Celia” sau „Camila Lucinda” din versurile sale; o femeie frumoasă, dar incultă, care pe deasupra mai era și căsătorită; relația dintre cei doi a durat până în 1609 și care i-a dăruit cinci copii, între care favoriții săi, Marcela (1606) și Lope de Félix (1607). Separarea de Micaela de Luján a fost unica separare care n-a lăsat nici o urmă în biografia sau scrierile lui Lope de Vega.
De-a lungul a mai multor ani Lope de Vega și-a împărțit timpul între cele două cămine ale sale și între amantele sale, majoritatea actrițe. Pentru a-și putea finanța aventurile și întreține copiii, Lope de Vega a dat dovadă de o voință și o putere de muncă extraordinare, scriind poezii și comedii publicate de multe ori fără să fie revizate.
Numai la treizeci și opt de ani a reușit să și le corecteze și să le editeze fără erori. Fiind primul scriitor profesionist din literatura spaniolă, a pledat pentru obținerea și respectarea drepturilor de autor, reușind să obțină doar dreptul de a le reviza înainte de a fi publicate, pentru a nu ajunge victima unor editori rău intenționați. Din 1605 a intrat în serviciul ducelui de Sessa, care l-a folosit ca secretar și intrigant. Avea să regrete această slujbă în anii săi clericali.
În 1609 Lope de Vega citește și publică „Arte nuevo de hacer comedias”(„Noua artă de a scrie comedii”), în contra preceptiștilor neoaristotelici, și se înscrie în „Cofradía de Esclavos del Santísimo Sacramento” („Frăția robilor Preasfântului Sacrament”), în oratoriul Cavalerului Grației Divine, din care făceau parte toți scriitorii importanți din Madrid. Între ei se afla Francisco de Quevedo, prieten apropiat a lui Lope de Vega, precum și Miguel de Cervantes. Cu acesta din urmă relațiile nu erau tocmai bune, în urma aluziilor împotriva teatrului său din prima parte a lui „Don Quijote” (1605). În anul următor, Lope de Vega s-a înscris în oratoriul din strada Olivar.

### Preoție

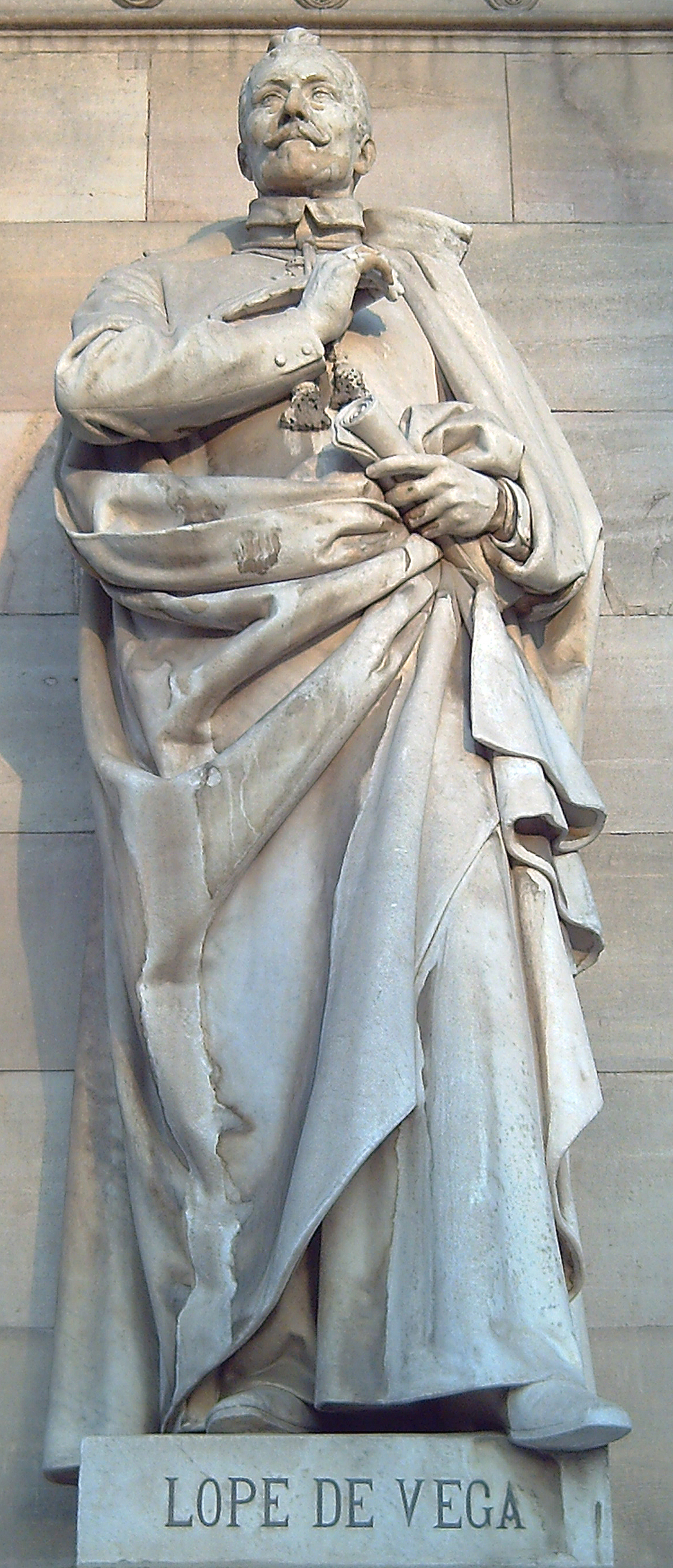
Lope de Vega (M. Fuxà, 1892), Madrid.

Această perioada a vieții lui Lope de Vega este una marcată de o criză existențială, influențată poate și de moartea unor rude apropiate. Acestei perioade corespund „Rimele sacre” și operele devoționale pe care începe să le compună, observându-se și influențe filozofice în versuri. Doamna Juana de Guardo suferea de mai multe boli, iar în 1612 Carlos Félix a murit din cauza febrei. Pe 13 august 1613 a murit Juana de Guardo, după ce a dat naștere Felicianei. Aceste nenorociri l-au afectat pe Lope din punct de vedere emoțional, iar pe 24 mai 1614 a decis să devină preot. Lope meditează asupra vieții sale și consideră că problemele sale sunt datorate pasiunii sale pentru femei.
Expresia literară a acestei crize se regăsește în „Rimele sacre”, publicate în 1614; acolo afirmă : „Si el cuerpo quiere ser tierra en la tierra / el alma quiere ser cielo en el cielo” („Deși corpul vrea să fie pământ în pământ/sufletul vrea să fie cer în cer”), dualism neconciliabil, ce constituie toată esența sa. „Rimele sacre” este o carte cu un caracter pe de o parte introspectiv în sonete (utilizează metoda exercițiilor spirituale pe care le învățase de la iezuiți), iar pe de alta evlavios în poemele dedicate unor sfinți, sau inspirate din iconografia sacră și recomandate de Conciliul de la Trento.
Pe Lope de Vega l-a surprins pe atunci revoluția estetică provocată de „Singurătățile” lui Luis de Góngora, iar, deși a intensificat tensiunea estetică a versurilor sale și a introdus bimembrația la sfârșitul strofelor, Lope s-a distanțat de culteranismul extrem și a continuat cu combinația sa de conceptism, limbă castiliană cultă și eleganță italiană. De altfel, Lope de Vega a atacat noua estetică de câte ori a avut ocazia, Góngora răspunzând prin satire. În realitate, Lope nu îl ataca atât pe Góngora, cât pe discipolii săi.
Pe de altă parte, Lope a trebuit să lupte împotriva disprețului manifestat de preceptiștii aristotelici, precum poeții Cristóbal de Mesa și Cristóbal Suárez de Figueroa, care îi reproșau că formula sa dramatică era contrară unității de acțiune, spațiu și timp. Lope a fost apărat de prietenii săi umaniști, în frunte cu Francisco López de Aguilar, care a publicat în 1618 o antologie de critici favorabile operei lui Lope de Vega, care conta cu nume precum Tomás Tamayo de Vargas, Vicente Mariner, Luis Tribaldos de Toledo, Juan Luis de la Cerda, Vicente Espinel și, nu în ultimul rând, Francisco de Quevedo.
Încurajat de aceste ajutoare, Lope, deși asediat de criticile culteraniștilor și aristotelicilor, își continuă proiectele epice și dramatice. După ce Góngora publicase opera sa „Polifemo”, Lope compune o fabulă mitologică de largă întindere, ce conținea patru poeme : „La Filomena” (1621), „La Andrómeda” (1621), „La Circe” (1624) și „La rosa blanca” (1624; „trandafirul alb” era blazonul fiicei contelui-duce, iar Lope explică aici complicata sa origine mitică). Se întoarce la epica istorică în 1627 cu „La corona trágica”, 600 octave despre viața și moartea Mariei Stuart.

### Ultimii ani
În ultimii ani de viață Lope de Vega s-a îndrăgostit de Marta de Nevares, fapt ce se poate considera „sacrilegiu”, având în vedere că el era preot; ea era o femeie foarte frumoasă, cu ochii verzi, după cum a declarat Lope în poemele pe care le-a compus și în care ea apare sub numele „Amarilis” sau „Marcia Leonarda”. În această perioadă Lope a cultivat în special poezia comică și filozofică, dedublându-se în poetul heteronim „Tomé de Burguillos” și meditând senin asupra bătrâneții, precum și asupra tinereții sale nebunești, în poezii de tip „romances”.
Ultimii ani ai lui Lope de Vega au fost de fapt nefericiți, în ciuda onorurilor primite din parte regelui și a Papei. A suferit pentru orbirea Martei din anul 1626 și pentru moartea sa din 1628. Lope Félix, fiul său și a Micaelei de Luján, care avea talent pentru poezie, s-a înecat în timp ce pescuia perle, în 1634. Fiica sa iubită, Antonia Clara, a fost sechestrată de un nobil. Feliciana, pe atunci singura sa fiică legitimă, a avut doi copii : o fată, care s-a călugărit, și un băiat, Luis Antonio de Usategui y Vega, care a devenit căpitan și a murit la Milano în slujba regelui. Doar o fiică nelegitimă, călugărița Marcela, avea să moară după tatăl său.
Lope de Vega a murit pe 27 august 1635. Moartea sa a fost regretată atunci de mulți spanioli. 200 de autori i-au dedicat elogii, publicate în Madrid și Veneția. Operele sale se bucurau de o reputație extraordinară încă din timpul vieții sale. „E scrisă de Lope” era o formulă utilizată frecvent pentru a indica excelența unei scrieri, deși asta nu a ajutat mereu în atribuirea și publicarea posterioară a comediilor sale. Miguel de Cervantes, în ciuda antipatiei pentru Lope din motive personale, avea să-l numească „El monstruo de la Naturaleza” („Monstrul Naturii”), datorită fecundității sale literare.

## Opera narativă

### La Arcadia
Lope de Voga n-a îndrăznit niciodată să publice un volum de poezii. Pe de altă parte, n-a vrut să-și vadă poeziile rămase nepublicate. Soluția găsită a fost una obișnuită pentru epoca sa : le-a introdus în nuvelele sale. „Arcadia”, scriere inspirată de opera omonimă a lui Jacopo Sannazaro, a fost publicată la Madrid în 1598 și s-a bucurat de un succes considerabil. A fost opera cea mai des reeditată din secolul XVII, de douăzeci de ori între 1598 și 1675. Osuna a afirmat că nuvela conține aproape 6000 de versuri, mai multe decât rândurile în proză. În zilele noastre unui cititor îi vine greu să înțeleagă că o nuvelă, oricât de poetică ar fi, ar putea conține în jur de 160 de poeme. Este greu de crezut că o asemenea bogăție de versuri ar putea constitui doar un decor pentru proză. Mai degrabă firul epic este o scuză pentru prezentarea în fața publicului a unor creații lirice scrise cu anterioritate, la care au fost probabil adăugate multe creații lirice scrise „ad-hoc”.

### El peregrino en su patria
În această nuvelă de tip bizantin, publicată în Sevilla la începutul anului 1604, întreaga acțiune se petrece în Spania. S-a bucurat de un succes imediat, fiind reeditată de câte două ori în Barcelona și Madrid în anii 1604 și 1605 și o dată la Bruxelles în 1608. „El peregrino en su patria” („Pelerinul în patria sa”) nu prezintă aceeași bogăție poetică precum La Arcadia. Asta nu deoarece ar conține mai puține poeme, ci pentru că multe dintre ele sunt poeme dramatice, dintre care patru sunt acte sacramentale, fiecare cu dedicația, prefața și cânturile sale. Din cele treizeci și trei de poeme introduse nu iese nici unul în evidență.

### Pastores de Belén
„Pastores de Belén. Prosas y versos divinos” („Păstori în ziua Nașterii Domnului. Proze și versuri divine”) a fost publicată la Madrid în 1612. S-a bucurat de asemenea de un mare succes, opera fiind reeditată de șase ori numai în timpul vieții poetului. Este vorba de un contrafactum în care se amestecă proză și versuri de amor, luate din „Arcadia”, cu subiectele sacre. În această nuvelă pastorală se narează anumite episoade evanghelice relaționate cu nașterea Mântuitorului. Ca și „Arcadia”, opera conține o antologie poetică. S-au catalogat 167 poeme, cu caracteristici metrice variate.

### La Dorotea
Precum și alte cicluri poetice, acesta scris de Lope la bătrânețe are ca pretext un text în proză, în acest caz dialogat, în care a fost inserată o antologie poetică dintre cele mai diverse. Dorotea a fost publicată în 1632 și probabil că nu este o coincidență că primul poem se intitulează „A mis soledades voy” („La singurătățile mele mă duc”). În penultima elegie, cea mai apreciată, „Pobre barquilla mía” („Săracă bărcuță a mea”) îl are drept interlocutoare pe fragila bărcuță.
Lope a denumit această operă „acțiune în proză”, iar modelul ei este romanul „La Celestina”, de Fernando de Rojas. În ea este evocată dragostea plină de gelozie pentru Elena Osorio, din perspectiva omului aflat deja la o vârstă avansată.

## Opera lirică
Lope de Vega este, alături de Luis de Góngora, liderul unei generații foarte precoce de poeți, care a început să se afirme în decada 1580-1590. Acești poeți încep să fie cunoscuți și apreciați încă de la vârsta de optsprezece sau douăzeci de ani, deși la început este clar că nu intenționau să-i impresioneze pe editori, deoarece nici măcar nu își semnau operele, ceea ce a pus mai apoi piedici serioase criticilor literari în încercarea lor de a organiza corect operele.

## Legături externe
Materiale media legate de Lope de Vega la Wikimedia Commons

## Vezi și
- Los melindres de Belisa (Mofturile Belisei, 1608) piesă de teatru de Lope de Vega